# Little Fitzroy River
Der Little Fitzroy River ist ein Fluss in der Region Kimberley im Norden des australischen Bundesstaates Western Australia.

## Geografie
Der Fluss entspringt nördlich der Ortschaften Yulumbu und Tableland nordwestlich des Ostteils der King Leopold Ranges und fließt dann nach Süden durch die Crocodile Gorge. Unterhalb des Mount Laptz, nordöstlich der Narrie Range, mündet der Little Fitzroy River in den Fitzroy River.

### Nebenflüsse mit Mündungshöhen
Der Fluss hat folgende Nebenflüsse:
- Boab Tree Creek – 362 m
- Tullewa Creek – 356 m